# Distretto di Nawae
Il distretto di Nawae, in inglese Nawae District, è un distretto della Papua Nuova Guinea appartenente alla Provincia di Morobe. Ha una superficie di 3.129 km² e 30.000 abitanti (stima nel 2000).